# Бурлин, Юрий Константинович
Юрий Константинович Бурлин (1931-2011) — геолог-нефтяник, лауреат премии имени И. М. Губкина (1995).

## Биография
Родился 12 октября 1931 года в Ленинграде.
В 1954 году — окончил геологический факультет МГУ по специальности «геофизика», затем учился там же в аспирантуре кафедры геологии и геохимии горючих ископаемых.
После окончания аспирантуры поступил на работу в научно-исследовательский сектор (НИС) геологического факультета МГУ младшим научным сотрудником.
В 1959 году — защитил кандидатскую диссертацию, тема: «Hижнемеловые отложения Северо-Западного Кавказа и Западного Предкавказья и их нефтегазоносность» (в диссертации рассматривались условия формирования отложений, в которых были открыты крупные месторождения газа).
С 1973 года — заведующий лабораторией природных резервуаров нефти и газа (впоследствии — нефтяной литологии) геологического факультета МГУ.
В 1975—1977 годах — секретарь парткома Московского государственного университета им. М. В. Ломоносова.
В 1977 году — защитил докторскую диссертацию, тема: «Hефтеобразование в геосинклинальных осадочных формациях кайнозоя в Тихоокеанском поясе».
В 1978 году — присвоено учёное звание профессора кафедры геологии и геохимии горючих ископаемых геологического факультета МГУ.
Умер 2 декабря 2011 года в Москве.

## Научная и общественная деятельность
Область научных интересов: изучение осадочных нефтегазоносных формаций на континентальных окраинах.
Опубликовал около 200 научных работ, посвященных изучению закономерностей распределения нефтегазоносных комплексов в осадочных бассейнах, а также 4 монографии и 4 учебных пособия. Редактор ряда сборников и методических руководств.
Полученные результаты базируются на многолетних полевых геолого-поисковых работах на Кавказе и Дальнем Востоке, в том числе на Чукотке, Камчатке, Сахалине, и геологических экскурсиях в другие районы Западно-Тихоокеанского пояса, в том числе Японию, Новую Зеландию. Были выделены, исследованы и охарактеризованы нефтегазоносные бассейны, такие как Анадырский и Хатырский.
Участвовал в составлении программ геологоразведочных работ по данным бассейнам, итогом которых явилось открытие 4 нефтяных и газовых месторождений. Обобщение большого объёма материала позволило установить связь нефтегазообразования со стадийностью процессов трансформации активных окраин.
Показал принципиальное различие в нефтеобразовании на активных и пассивных окраинах, а также что повышенная контрастность тектогенеза активных окраин определяет резкую дифференцию условий литогенеза и, соответственно, нефтеобразования и нефтенакопления. Дифференцированный подход к формациям различного типа повышает достоверность прогноза нефти и газа. В результате исследований были выделены новые нефтегазоносные комплексы и установлены условия их продуктивности, в том числе в районах Дальнего Востока.
Выделил новый объект — сингенетично-нефтеносные туффито-кремнистые формации, что нашло подтверждение в открытии месторождений в кремнистых толщах как в СССР, так и за рубежом.
Разработал и читал курсы «Литология и нефтегазоносные комплексы», «Природные резервуары нефти и газа», «Методы морских нефтегеологических исследований».
Член бюро Межведомственного литологического комитета АН СССР, председатель секции литологии нефтегазоносных формаций, эксперт ВАК СССР (1978—1981), член геологической секции Экспертного совета Мингео РСФСР (1977—1986), совета геологического факультета МГУ (1964—1986), совета Московского университета (1968—1978), совета отделения геологии геологического факультета МГУ, совета по защите диссертаций в области геологии, поисков и разведки нефти и газа, твердых горючих ископаемых и литологии, совета Геологического института АН СССР, совета Института геологии и разработки горючих ископаемых Миннефтепрома и АН СССР.
Под его руководством защищено 18 кандидатских и 2 докторские диссертации.

## Награды
- Орден «Знак Почёта» (1970)
- Премия имени И. М. Губкина (совместно с Н. А. Крыловым, Л. И. Лебедевым, 1995) — за монографию «Нефтегазоносные бассейны континентальных окраин»
- Заслуженный деятель науки Российской Федерации (28 октября 1994) — за заслуги в научной деятельности

Звания:
- Заслуженный профессор МГУ (1999)
- «Почетный нефтяник»
- «Отличник газовой промышленности»
- «Отличник разведки и охраны недр СССР»